# René Hamel
René Hamel (n. 14 octombrie 1902, Orša, Imperiul Rus – d. 7 noiembrie 1992, Gouvieux, Picardie⁠(d), Franța) a fost un ciclist francez, medaliat olimpic. A participat la o ediție a Jocurilor Olimpice (1924) în care a câștigat o medalie de aur și o medalie de bronz.